# Infrared Astronomical Satellite
Az IRAS (Infrared Astronomical Satellite) egy csillagászati műhold, amely a teljes égboltot figyelte infravörös hullámhosszon. Az Egyesült Államok (NASA), Hollandia (NIVR) és Nagy-Britannia (SERC) közös programja volt.

## Küldetés
Az IRAS-t 1983. január 25-én indították, 1983. november 21-én tért vissza a légkörbe. Élettartamát sok más infravörös műholdhoz hasonlóan a hűtőrendszer korlátozta. Az infravörös vizsgálatokhoz a holdat le kell hűteni nagyon alacsony hőmérsékletre. Az IRAS esetében 720 liter szuperfolyékony hélium tartotta a holdat 1,6°K (-272 °C) hőmérsékleten. A hűtőanyag elfogyása után nem lehetett folytatni a vizsgálatokat.

## Eredmények
Az IRAS négyszer térképezte fel az égbolt 96%-át 12, 25, 60 és 100 mikrométer hullámhosszon, 0,5' felbontással 12 mikrométeren és 2' felbontással 100 mikrométeren. 500 000 forrást fedezett fel, közülük sokat máig nem azonosítottak. 75 000 forrás aktív galaxis volt, amelyben még mindig tart a csillagkeletkezési szakasz. Sok más forrás normál csillag, körülöttük porkoronggal, amely a bolygórendszer keletkezésének korai szakasza. A fontos eredmények között volt a Vega körüli porkorong felfedezése és a Tejútrendszer magjának lefényképezése.
Az IRAS egy régiót többször is letapogatott. Ez vezetett három kisbolygó, hat üstökös és a Tempel-2 üstökös hatalmas pornyomának felfedezéséhez. Az üstökösök közé tartozott a 126P/IRAS, a 161P/Hartley–IRAS és az IRAS–Araki–Alcock-üstökös, amely 1983-ban a Föld közelében repült el. Az utóbbi években a csillagászok a Spitzer űrtávcsővel folytatják az IRAS méréseit.

### Az IRAS által felfedezett kisbolygók
| Név             | Dátum               |
| --------------- | ------------------- |
| 3728 IRAS       | 1983. augusztus 23. |
| (10714) 1983 QG | 1983. augusztus 31. |
| 3200 Phaethon   | 1983. október 11.   |

## Lásd még
- WISE

## Külső hivatkozások

### Külföldi oldalak
- NASA IRAS honlap
- Caltech IRAS honlap
- Ball Aerospace IRAS honlap